# Videos Divertidos de Animal Planet
Los animales más graciosos del planeta (título original en inglés The Planet's Funniest Animals) también conocido como Videos Divertidos de Animal Planet es un programa de televisión de los Estados Unidos que se emite por el canal de cable Animal Planet.

## Formato
Siguiendo un formato similar a America's Funniest Home Videos, un reality show donde los participantes concursaban a través de videos caseros, en los Videos Divertidos de Animal Planet se muestran una serie de videos caseros que se presentan a los espectadores como comportamientos divertidos o curiosos por parte de las mascotas o animales, que son relatados por el anfitrión, que por lo general, describe la acción en los mismos de una manera divertida. Sin embargo para algunos clips se usan risas grabadas en lugar de audiencia en el estudio. El espectáculo fue conducido originalmente y hasta 2005 por Matt Gallant, locutor de Animal Planet, luego tomo la conducción Keegan-Michael Key miembro del elenco de MADtv. John Cramer es el encargado de la locución del programa en su idioma original. Durante el año 2005 el programa contaba con audiencia en vivo en la grabación del mismo.

## Versiones internacionales
Una versión británica del show fue creada por la misma producción (Brad Lachman Productions). Incluía los mismos videos, música y risas grabadas de la versión original. Fue conducida por Richard Arnold, una figura frecuente de las cadenas ITV e ITV2. La versión del Reino Unido tiene algunas características adicionales, tales como una bolsa de correos, donde los televidentes envían sus historias divertidas, y estas eran leídas en el programa.